# Geschichtskommission
Eine Geschichtskommission ist eine Einrichtung zur Organisation von Geschichtspolitik.
Innerhalb sozialistisch orientierter Parteien existieren oft Geschichtskommissionen, die aus der Geschichte der Arbeiterbewegung und einer parteispezifischen Interpretation Orientierung suchen. Die PDS hatte eine Historische Kommission, die im Juni 1990 gegründet wurde. Die Linke richtete bei ihrer Gründung 2007 ebenfalls eine Kommission ein. Die DKP kennt innerhalb der einzelnen Gliederungen Geschichtskommissionen. In der SPD existieren eine Historische Kommission beim Bundesvorstand sowie weitere bei den Landesvorständen, so z. B. bei der SPD Baden-Württemberg.
Auch der Verband deutscher Schriftsteller (VS) hat nach der Vereinigung der Verbände von Ost und West 1991 eine Geschichtskommission zur Aufarbeitung der Geschichte der beiden Verbände eingerichtet. Diese hat folgende Publikationen herausgebracht:
- Die Biermann-Ausbürgerung und die Schriftsteller, Köln 1994 und
- Verfeindete Einzelgänger, Berlin 1997.

Daneben finden sich Geschichtskommissionen, wenn das Geschichtsverständnis verschiedener Nationen etwa durch Harmonisierung der Geschichtsbilder einander angenähert werden soll. In Deutschland arbeiten eine ganze Reihe von Schulbuchkommissionen am Georg-Eckert-Institut in Braunschweig, die für diesen Zweck die deutschen Schulbücher mit denen anderer Staaten abzugleichen suchen. Werner Weidlich war 1978 Vorsitzender der Geschichtskommission der Lagerarbeitsgemeinschaft Buchenwald.
Ferner gibt es Initiativen für gemeinsame israelisch-palästinensische und türkisch-armenische Kommissionen, die der Politik einvernehmliche Lösungen anbieten wollen trotz unterschiedlicher Geschichtsperspektiven.